# Nebanh

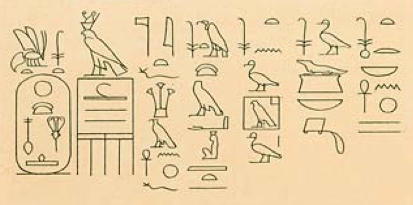
I. Noferhotep konosszói felirata

Nebanh (nb-ˁnḫ) ókori egyiptomi hivatalnok a XIII. dinasztia idején.
Apja Szobekhotep háznagy, anyja neve Hapiu. Fivére, Deduszobek Nubhaesz királyné apja. Nebanh pályája elején „a király ismerőse” címet viselte; említik I. Noferhotep uralkodása alatt. Noferhotep fivére és utóda, IV. Szobekhotep uralkodása alatt háznaggyá léptették elő. Expedíciókon járt a Vádi Hammamátban és a Vádi el-Hudiban. Számos említése fennmaradt abüdoszi sztéléken és szobrokon. Szívszkarabeusza a legrégebbi ismert, datálható szívszkarabeusz. I. Noferhotep konosszói feliratán szerepelnek az uralkodó családtagjai, valamint „a király ismerőse, Nebanh”.